# Erimo
Erimo (えりも町?) è una cittadina giapponese della prefettura di Hokkaidō.

## Clima
| Erimo (1991-2020) Fonte: JMA    | Mesi         | Mesi         | Mesi         | Mesi        | Mesi        | Mesi        | Mesi        | Mesi        | Mesi        | Mesi        | Mesi        | Mesi         | Stagioni | Stagioni | Stagioni | Stagioni | Anno    |
| Erimo (1991-2020) Fonte: JMA    | Gen          | Feb          | Mar          | Apr         | Mag         | Giu         | Lug         | Ago         | Set         | Ott         | Nov         | Dic          | Inv      | Pri      | Est      | Aut      | Anno    |
| ------------------------------- | ------------ | ------------ | ------------ | ----------- | ----------- | ----------- | ----------- | ----------- | ----------- | ----------- | ----------- | ------------ | -------- | -------- | -------- | -------- | ------- |
| T. max. media (°C)              | 0,2          | −0,2         | 2,2          | 6,1         | 10,1        | 13,6        | 17,5        | 19,9        | 19,0        | 14,7        | 9,3         | 3,3          | 1,1      | 6,1      | 17,0     | 14,3     | 9,6     |
| T. media (°C)                   | −1,8         | −2,2         | 0,1          | 3,4         | 7,2         | 11,1        | 15,2        | 17,7        | 16,9        | 12,5        | 6,8         | 1,0          | −1,0     | 3,6      | 14,7     | 12,1     | 7,3     |
| T. min. media (°C)              | −4,0         | −4,3         | −1,9         | 1,3         | 5,0         | 9,0         | 13,4        | 15,8        | 14,9        | 10,2        | 4,2         | −1,3         | −3,2     | 1,5      | 12,7     | 9,8      | 5,2     |
| T. max. assoluta (°C)           | 10,1 (1980)  | 7,0 (2016)   | 11,8 (2018)  | 14,4 (2012) | 19,3 (2005) | 22,3 (2009) | 25,9 (2021) | 26,7 (2020) | 26,2 (2012) | 23,3 (1988) | 18,2 (1979) | 13,6 (1989)  | 13,6     | 19,3     | 26,7     | 26,2     | 26,7    |
| T. min. assoluta (°C)           | −11,5 (1987) | −12,1 (2019) | −10,2 (1986) | −4,8 (1987) | −0,5 (1980) | 3,4 (1989)  | 6,0 (1989)  | 10,5 (1997) | 7,6 (2001)  | 2,3 (1996)  | −5,1 (1987) | −11,0 (1984) | −12,1    | −10,2    | 3,4      | −5,1     | −12,1   |
| Giorni di calura (Tmax ≥ 30 °C) | 0,0          | 0,0          | 0,0          | 0,0         | 0,0         | 0,0         | 0,0         | 0,0         | 0,0         | 0,0         | 0,0         | 0,0          | 0,0      | 0,0      | 0,0      | 0,0      | 0,0     |
| Giorni di gelo (Tmin ≤ 0 °C)    | 29,3         | 27,1         | 25,0         | 6,0         | 0,0         | 0,0         | 0,0         | 0,0         | 0,0         | 0,0         | 3,7         | 21,4         | 77,8     | 31,0     | 0,0      | 3,7      | 112,5   |
| Precipitazioni (mm)             | 24,3         | 16,6         | 35,9         | 67,8        | 99,5        | 85,9        | 128,8       | 129,2       | 137,8       | 117,0       | 85,6        | 48,7         | 89,6     | 203,2    | 343,9    | 340,4    | 977,1   |
| Giorni di pioggia               | 5,8          | 5,0          | 6,7          | 8,4         | 10,0        | 8,3         | 10,6        | 10,4        | 10,2        | 11,0        | 12,2        | 9,0          | 19,8     | 25,1     | 29,3     | 33,4     | 107,6   |
| Ore di soleggiamento mensili    | 159,5        | 175,9        | 208,1        | 196,9       | 183,6       | 139,3       | 123,0       | 127,8       | 161,4       | 179,6       | 135,2       | 135,1        | 470,5    | 588,6    | 390,1    | 476,2    | 1 925,4 |
| Vento (direzione-m/s)           | WNW 9,9      | W 9,2        | W 8,7        | W 7,5       | NE 7,2      | NE 6,7      | NE 6,4      | NE 6,5      | W 7,1       | WNW 8,1     | WNW 9,8     | W 10,8       | 10,0     | 7,8      | 6,5      | 8,3      | 8,2     |